# Beaver Creek (Minnesota)
Beaver Creek – miasto w Stanach Zjednoczonych, w stanie Minnesota, w hrabstwie Rock.